# Novinger
Novinger ist eine City im Adair County im US-Bundesstaat Missouri. Das U.S. Census Bureau hat bei der Volkszählung 2020 eine Einwohnerzahl von 383 ermittelt.

## Geographie
Die Koordinaten von Novinger liegen bei 40°14'00" nördlicher Breite und 92°42'23" westlicher Länge.
Nach Angaben der United States Census 2010 erstreckt sich das Stadtgebiet von Novinger über eine Fläche von 2,07 Quadratkilometer (0,8 sq mi). 2,05 km2 des Stadtgebiets befinden sich an Land.
Die nächstgrößere Stadt Kirksville liegt etwa 11 Kilometer südöstlich von Novinger.

## Bevölkerung
Nach der United States Census 2010 lebten in Novinger 456 Menschen verteilt auf 206 Haushalte und 124 Familien. Die Bevölkerungsdichte betrug 222,4 Einwohner pro Quadratkilometer (577,2/sq mi).
Die Bevölkerung setzte sich 2010 aus 98,7 % Weißen, 0,7 % amerikanischen Ureinwohnern und 0,7 % mit zwei oder mehr Ethnien zusammen. Bei 0,2 % der Bevölkerung handelte es sich um Hispanics oder Latinos. Von den 206 Haushalten lebten in 24,3 % Familien mit Kindern unter 18, in 47,1 % der Haushalten lebten verheiratete Paare ohne Kinder und in 16,5 % der Haushalten lebten Personen über 65 alleine.
Von den 456 Einwohnern waren 21,3 % unter 18 Jahre, 8,7 % zwischen 18 und 24 Jahren, 20,7 % zwischen 25 und 44 Jahren, 32,0 % zwischen 45 und 64 Jahren und in 17,3 % der Menschen waren 65 Jahre oder älter. Das Durchschnittsalter betrug 44,5 Jahre und 51,5 % der Einwohner waren männlich.

## Bilder

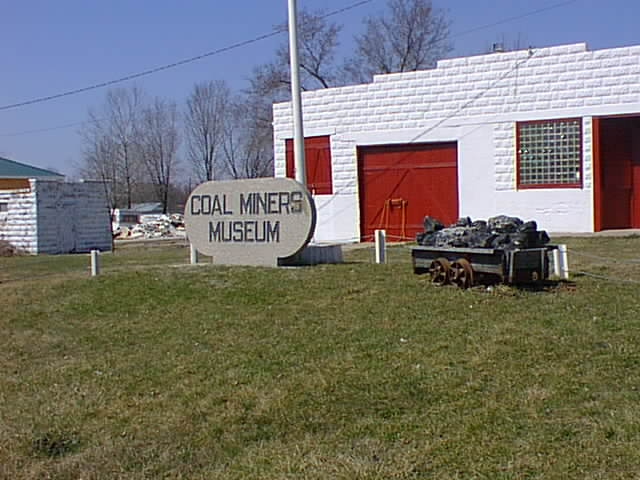
Novinger Coal Miners Museum
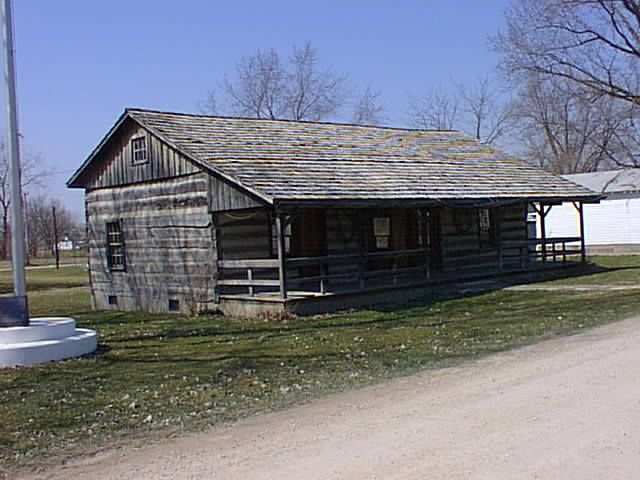
Restauriertes Blockhaus
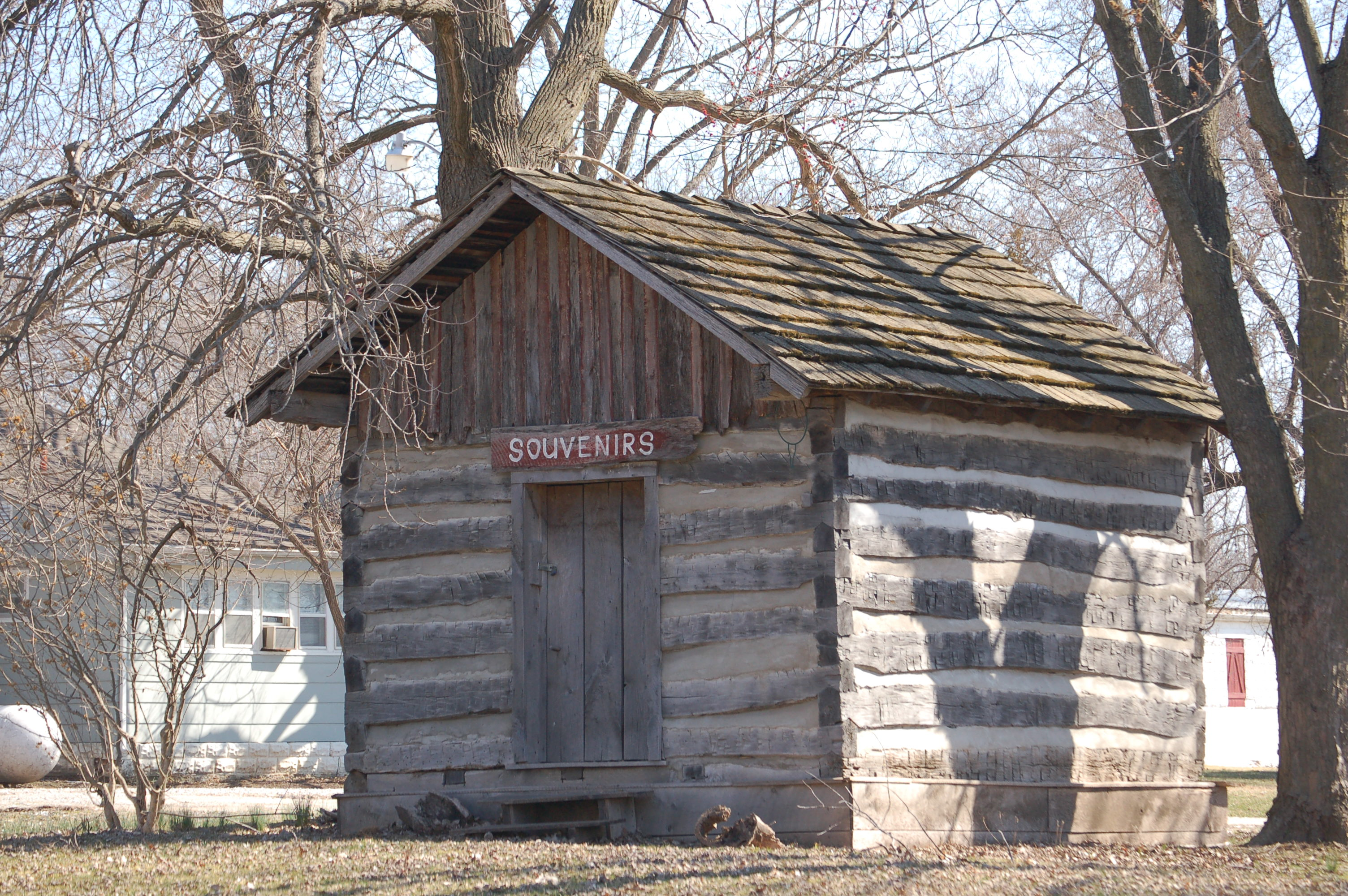
Räucherei und Geschenkeladen